# Mastim Inglês

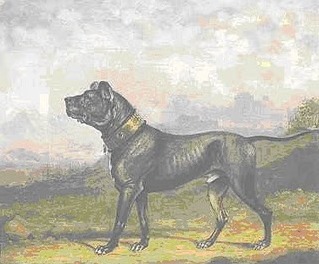
Pintura "Mastiff Pluto", 1830. Cão de orelhas cortadas.

Mastim inglês[Nota] (em inglês:  English Mastiff) é uma raça canina do tipo mastim oriunda do Reino Unido, que descende de cães molossos antigos. Veem-se desenhos egípcios com seus ancestrais datados de 3000 a.C. Conhecidos como cães de guarda, são considerados excelentes guardiões e cães de família. Fisicamente, é ainda um dos maiores cães reconhecidos pela FCI. Podem pesar cerca de 80 kg e consumir 1 kg de ração por dia.

## Etimologia
A forma em inglês "Mastiff", talvez tenha sido influenciada pelo francês antigo mastin que significa "grande cur, mastiff", ou de "mestif" que significa "mestiço/sem raça definida"; ou ainda do dialeto Provençal "mastis", tanto do latim vulgar "mansuetinus" que significa "domesticado, doméstico".
Em tempos antigos, estes cães também eram chamados de Dogge, palavra grafada no inglês antigo, e que provavelmente foi herdado do Francês "Dogue", que por sua vez significa "grande cur"; ou pode derivar do próprio inglês antigo "docga" que significa "cão poderoso/musculoso". A palavra "Cur" é provavelmente derivada de "Curdogge", que na época significava algo como "cão que rosna" ou "grande cão agressivo".

## História
De origem antiga e imprecisa, embora especula-se que seja descendente do extinto Alaunt e do Pugnaces Britanniae(com provável inserção do extinto Mastiff dos Alpes durante o século XIX), os cães mastiffs foram muito apreciados em diversas funções. Inicialmente visto como um tipo de cão, e não uma raça, era classificado de acordo com a função que possuía. Haviam cães que lidavam com touros, e até participavam de combates (cães que mais tarde receberam o apelido de "Bulldog"); outros eram utilizados na caça à grandes animais, e uma outra parte era utilizada como cão de guarda, este último recebendo a denominação "Ban Dogge"(atualmente grafado "Bandog").
Em 1570, Johannes Caius publicou um livro escrito em latim, que foi traduzido para o inglês por Abraham Fleming em 1576 sob o nome de "Englishe Dogges", onde ele descreveu o Bandog como um "grande e teimoso cão, ardente, de corpo pesado" . Johannes Caius afirmou que, entre outras características, o "Mastiff ou Bandogge é utilizável contra a raposa e o texugo, e para conduzir os suínos selvagens para fora de prados, pastagens e, para morder e pegar o touro pelas orelhas, quando a ocasião assim exigir". Além disso, William Harrison, em sua descrição da Inglaterra durante 1586, descreve o tipo como: "... Mastiff, Tie dog (Cão de coleira), ou "Band dog", assim chamado porque muitos deles são amarrados em correntes e cordas fortes durante o dia, é um cão enorme, teimoso, mais assustador, agressivo, terrível e temível de se ver e muitas vezes mais feroz do que qualquer "Cão arcadiano" ou "Cur corso"  ".
Estes cães começaram a tornar-sem uma raça e sua criação profissional inicializou-se em 1883 com a fundação do Old English Mastiff Club.
A raça quase foi extinta na Grã-Bretanha após a Segunda Guerra Mundial. Linhagens foram então importadas, e desde essa época a composição numérica e de qualidade da raça tomou um grande crescimento. Combinando grandiosidade com boa natureza, ele é um cão extremamente grande em altura e circunferência, largo e profundo no corpo, cheio de substância, com grandes ossos fortes.